# Bofflens
Bofflens es una comuna de Suiza perteneciente al distrito de Jura-Nord vaudois del cantón de Vaud. Está ubicada en el extremo oeste del país a corta distancia de la frontera con Francia.
En 2018 tenía una población de 196 habitantes.

## Historia
Se conoce la existencia de la localidad desde principios del siglo XI. En la Edad Media pertenecía al realengo de Orbe y al monasterio de Romainmôtier, hasta que en 1011 el rey Rodolfo III de Borgoña entregó su parte de la localidad al monasterio. A partir de 1536 pasó a formar parte de la bailía y castellanía de Romainmôtier, hasta que en 1798 se integró en el distrito de Orbe.
Se ubica en la periferia suroccidental de Orbe.